# Terminalia eddowesii
Terminalia eddowesii är en tvåhjärtbladig växtart som beskrevs av Mark James Coode. Terminalia eddowesii ingår i släktet Terminalia och familjen Combretaceae. Inga underarter finns listade i Catalogue of Life.